# Santa Juliana
Santa Juliana este un oraș în Minas Gerais (MG), Brazilia.